# Gaztelu
Gaztelu é um município da Espanha, na província de Guipúscoa, comunidade autônoma do País Basco. Tem 9,15 km² de área e em 2021 tinha 173 habitantes (densidade: 18,9 hab./km²). Limita com os municípios de Leaburu, Belauntza, Berastegi, Elduain, Orexa, Lizartza, Areso, Araitz e Tolosa.